# Lake Alfred
Lake Alfred ist eine Stadt im Polk County im US-Bundesstaat Florida.  Das U.S. Census Bureau hat bei der Volkszählung 2020 eine Einwohnerzahl von 6.374 ermittelt. 

## Geographie
Lake Alfred grenzt direkt an die Städte Auburndale und Winter Haven. Die Stadt liegt rund 25 km nordöstlich von Bartow sowie etwa 55 km südwestlich von Orlando.

## Geschichte
Lake Alfred erhielt durch die South Florida Railroad im Jahr 1884 erstmals Anschluss an das Eisenbahnnetz. Im Folgejahr wurde ein Abzweig nach Bartow eröffnet.

## Demographische Daten
Laut der Volkszählung 2010 verteilten sich die damaligen 5015 Einwohner auf 1996 Haushalte. Die Bevölkerungsdichte lag bei 394,9 Einw./km². 71,3 % der Bevölkerung bezeichneten sich als Weiße, 17,5 % als Afroamerikaner, 0,4 % als Indianer und 1,7 % als Asian Americans. 6,8 % gaben die Angehörigkeit zu einer anderen Ethnie und 2,2 % zu mehreren Ethnien an. 16,0 % der Bevölkerung bestand aus Hispanics oder Latinos.
Im Jahr 2010 lebten in 33,9 % aller Haushalte Kinder unter 18 Jahren sowie 30,6 % aller Haushalte Personen mit mindestens 65 Jahren. 71,5 % der Haushalte waren Familienhaushalte (bestehend aus verheirateten Paaren mit oder ohne Nachkommen bzw. einem Elternteil mit Nachkomme). Die durchschnittliche Größe eines Haushalts lag bei 2,66 Personen und die durchschnittliche Familiengröße bei 3,08 Personen.
27,6 % der Bevölkerung waren jünger als 20 Jahre, 24,4 % waren 20 bis 39 Jahre alt, 25,3 % waren 40 bis 59 Jahre alt und 22,6 % waren mindestens 60 Jahre alt. Das mittlere Alter betrug 38 Jahre. 48,9 % der Bevölkerung waren männlich und 51,1 % weiblich.
Das durchschnittliche Jahreseinkommen lag bei 32.375 $, dabei lebten 36,9 % der Bevölkerung unter der Armutsgrenze.
Im Jahr 2000 war englisch die Muttersprache von 91,67 % der Bevölkerung, spanisch sprachen 6,61 % und 1,72 % sprachen französisch.

## Verkehr
Lake Alfred wird auf einer gemeinsamen Trasse von den U.S. Highways 17 und 92 (SR 600) durchquert. Der nächste Flughafen ist der Orlando International Airport (rund 65 km nordöstlich).

## Kriminalität
Die Kriminalitätsrate lag im Jahr 2010 mit 168 Punkten (US-Durchschnitt: 266 Punkte) im niedrigen Bereich. Es gab zwei Raubüberfälle, zwölf Körperverletzungen, 26 Einbrüche, 69 Diebstähle und vier Autodiebstähle.